# Рибінський район
Рибінський район (рос. Рыбинский район) — адміністративна одиниця Ярославської області Російської Федерації.
Адміністративний центр — в місті обласного підпорядкування Рибінську, яке до складу району не входить.

## Адміністративний поділ
До складу району входять 11 сільських поселень:
1. Арефінське сільське поселення (с. Арефіно)
  - Арефінський сільський округ
2. Волзьке сільське поселення (сел. Єрмаково)
  - Волзький сільський округ
  - Михайловський сільський округ
3. Глєбовське сільське поселення (с. Глєбово)
  - Глєбовський сільський округ
  - Погорельський сільський округ
4. Каменніковське сільське поселення (сел. Каменніки)
  - Каменіковський сільський округ
5. Назаровське сільське поселення (д. Назарово)
  - Назаровський сільський округ
  - Шашковський сільський округ
6. Огарковське сільське поселення (с. Огарково)
  - Огарковський сільський округ
7. Октябрське сільське поселення (сел. Октябрський)
  - Ломовський сільський округ
  - Октябрський сільський округ
8. сільське поселення Песочне
  - Песоченський сільський округ (відповідає сел. Песочне)
9. Покровське сільське поселення (сел. Іскра Октября)
  - Ніколо-Кормський сільський округ
  - Покровський сільський округ
10. Судоверфське сільське поселення (сел. Судоверфь)
  - Макаровський сільський округ
  - Судоверфський сільський округ
11. Тіхменевське сільське поселення
  - Тіхменевський сільський округ (відповідає сел. Тіхменево)